# Brachysema latifolium
Brachysema latifolium là một loài thực vật có hoa trong họ Đậu. Loài này được R.Br. mô tả khoa học đầu tiên.